# Henri de Nédonchel
Henri de Nédonchel (Béthune, 1541 - Vilvoorde, 19 april 1568), heer van Vicoigne en Hannescamps, was een Zuid-Nederlands edelman uit Artesië.

## Leven
Hij was het oudste kind van Georges de Nédonchel en Marguerite de Habart. Bij de dood van zijn vader in 1560 erfde hij diens heerlijkheden. Hij werd calvinist en onderschreef in 1566 het Eedverbond der Edelen, waarvan hij vergaderingen bijwoonde in Sint-Truiden, Brussel en Amsterdam. Wanneer in augustus de Beeldenstorm losbarst, zien we hem aan het hoofd van een bende die beelden brak in Armentières en Erquinghem. Later dat jaar leverde hij troepen voor de Slag bij Lannoy, die door de calvinisten werd verloren. Achteraf had Hannescamps in Doornik een ontmoeting met Jan Denys, de eveneens ontkomen leider van de Vlaamse militie.
Veel calvinisten hadden de oversteek gemaakt naar Engeland, dat vluchtelingenkerken telde in Londen, Sandwich en Norwich. Hannescamps, als lid van de lagere adel, onderhield nauwe contacten met de consistories, die voornamelijk uit kooplieden bestonden. Hij zat op de radicale lijn, die de overhand nam. Er werd beslist geweld te gebruiken tegen het Spaanse gezag in de Nederlanden en een invasie van het Westkwartier werd beraamd. Het pad daarvoor zou worden geëffend door de bosgeuzen van Jan Camerlynck. Ondertussen landden uit Engeland 1500 man in Boulogne, terwijl dankzij contacten met de prins van Condé een haast even groot contingent Franse hugenoten klaarstond om de Nederlanden binnen te vallen.
Tijdens de voorbereidende guerrilla van Camerlynck was Hannescamps in de streek. Zijn papenhaat was groot genoeg om hem de uitspraak te ontlokken dat hij van pastoors die hij tegenkwam de geslachtsdelen zou afsnijden, geen loos dreigement voor de bosgeuzen. In januari 1568 was hij in Beveren en Herzele om met de andere kopstukken plannen te smeden. Ze zouden edelen ontvoeren op een huwelijksfeest in Ieper en met de hoofdmacht het verlaten Poperinge innemen, om zo eindelijk een ommuurde stad in handen te krijgen. Voor de actie had Hannescamps 300 voetknechten en 150 man paardenvolk gereed bij Doullens. Op 9 februari werd hij echter in Sint-Mariakappel gevangengenomen met zijn officieren Filips van Belle, Jean Morel, Pierre Griard ('Bruxelle') en Jean Beghuin. Hij werd van zijn bed gelicht door de soldaten van Valentin de Pardieu, verweerde zich nog en raakte ernstig gewond aan het hoofd.
Alva drukte onmiddellijk zijn tevredenheid uit in een brief aan Rassenghien, maar zijn bevel om Hannescamps onder tortuur te ondervragen kon niet worden uitgevoerd omdat hij een chirurgische ingreep diende te ondergaan. Hij werd via Kassel en Rijsel overgebracht naar Brussel. Tijdens zijn gevangenschap in de Koudenbergpoort sloeg hij alsnog door, wat de autoriteiten toeliet tegenmaatregelen te nemen om de invasie te verijdelen. De Raad van Beroerten gaf de 27-jarige Hannescamps de doodstraf. De terechtstelling door onthoofding vond plaats op 19 april in het kasteel van Vilvoorde.

## Voetnoten
1. ↑  Solange Deyon en Alain Lottin, Les 'casseurs' de l'été 1566. L'Iconoclasme dans le Nord, 1981, p. 195
2. ↑  Solange Deyon en Alain Lottin, Les 'casseurs' de l'été 1566. L'Iconoclasme dans le Nord, 1981, p. 126